# Tillandsia nidus
Tillandsia nidus là một loài thực vật có hoa trong họ Bromeliaceae. Loài này được Rauh & C.O.Lehm. miêu tả khoa học đầu tiên năm 1983.